# ياسوتو واكيزاكا
ياسوتو واكيزاكا (باليابانية: 脇坂泰斗) (ولد في 11 يونيو 1995) لاعب كرة قدم ياباني يلعب حاليا لكاواساكي فرونتال.

## روابط خارجية
- ياسوتو واكيزاكا على موقع رابطة كرة القدم اليابانية للمحترفين (اليابانية)
- ياسوتو واكيزاكا على موقع إي إس بي إن إف سي (الإنجليزية)
- ياسوتو واكيزاكا على موقع قاعدة بيانات كرة القدم.إي يو (الإنجليزية)
- ياسوتو واكيزاكا على موقع ناشيونال فوتبول تيمز (الإنجليزية)
- ياسوتو واكيزاكا على موقع Soccerbase.com (لاعب) (الإنجليزية)
- ياسوتو واكيزاكا على موقع Soccerway.com (الإنجليزية)
- ياسوتو واكيزاكا على موقع عالم كرة القدم.نت (الإنجليزية)